# 大迫尚敏
大迫尚敏 （1844年12月24日—1927年9月20日）是明治、大正时期的大日本帝国陆军军人 。大迫尚敏历任学习院院长、第七师团师团长等职。他的所获的最终军衔是陆军大将，所获的最终荣典为正二位勋一等功二级子爵。

## 经历
大迫尚敏是萨摩藩武士大迫新藏的长子。在少年读书期间就作为萨摩藩军队的一员参加了英萨战争。
戊辰战争爆发后，大迫尚敏正式加入行伍。明治四年（1871年）3月，大迫尚敏成为天皇统帅的“御亲兵”的一员，并于同年陆续继续晋升为少尉和中尉。明治六年（1873年），大迫尚敏转职至陆军省八级，并于次年（1874年）被任命为陆军大尉。
明治十年（1877年），西南战争爆发，大迫尚敏作为官军的一员参与了对熊本城的围攻。当年2月27日，他在指挥一场战役时脸部负伤。

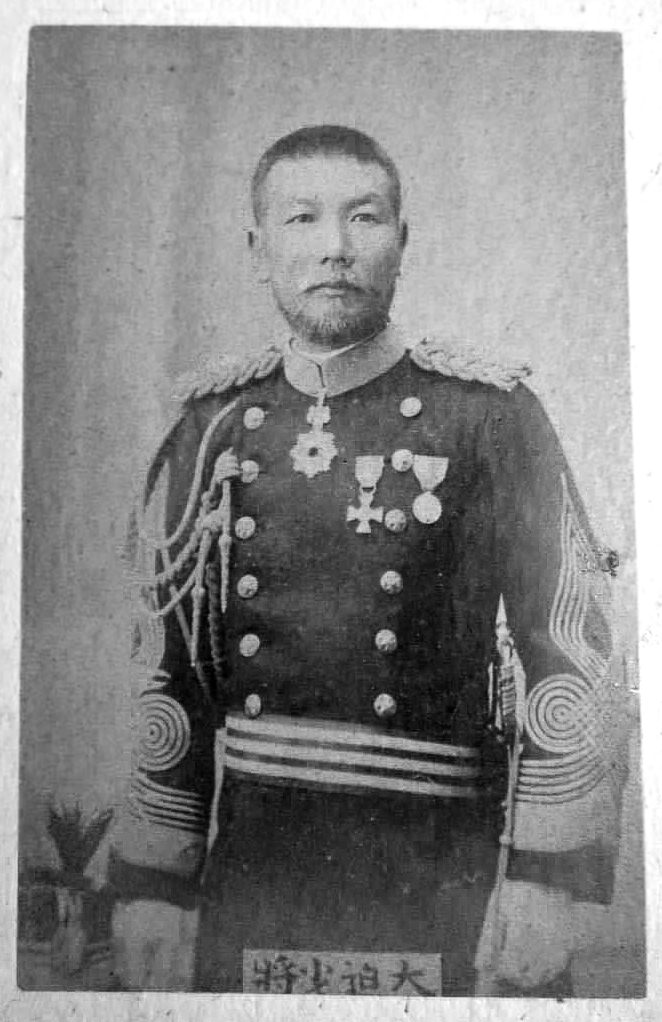
少将时期的大迫尚敏

同年4月，战争期间表现突出的大迫尚敏被升为陆军少佐并出任熊本镇台参谋。 明治十六年（1883年）6月，大迫尚敏再获晋升中佐，担任步兵第6联队联队长。两年后的明治十八年（1885年）5月，大迫尚敏升任近卫步兵第一联队联队长，并在两年后的1887年晋升陆军大佐。 在接下来的两年里，他先后历任了第四师团参谋长，参谋本部第一局局长等职。明治二十五年（1892年），大迫尚敏晋衔陆军少将，正式跻身将官行列，并出任步兵第五旅团旅团长。
此后不久，甲午战争爆发，大迫尚敏也参与了征讨。为了表彰他在战争中立下的功绩，明治二十八年（1895年）8月，大迫尚敏获颁功三级金鵄勋章并被授予男爵头衔，跻身贵族行列。此后，他进一步晋升为陆军中将，官拜参谋本部次长，并于1900年4月接替长山武四郎中将，担任第七师团师团长。当时第七师团驻扎在北海道，其的主要任务无非就是屯田，而大迫尚敏在这个地方一干就是四年。
1904年2月，日俄战争爆发。在双方拉锯半年后，战局不利的日军终于在当年8月决定出动第七师团，发动对旅顺要塞的总进攻。抵达旅顺后，第七师团被编入乃木希典大将指挥的第3军，并承担了进攻203高地的艰巨任务。攻克旅顺后，大迫尚敏和第七师团参加了后续的奉天会战并于1906年3月班师凯旋。同年4月，刚回到日本一个月的大迫尚敏因功绩被授予二级金鵄勋章，并在一个月之后（1906年5月）晋升陆军大将。
1907年9月，大迫尚敏的爵位被由男爵晋升为子爵。同年11月13日，大迫尚敏被编入预备役1909年4月1日，大迫尚敏短暂复出后再次回到预备役 ，最后于1914年4月1日正式退役
由于乃木希典大将在明治天皇驾崩之后剖腹自尽为其殉葬，1912年11月后，大迫尚敏接替了乃木希典的学习院院长职务并一直任职至1917年8月。1927年9月20日，大迫尚敏去世，享年84岁。同日，他被追授勋一等旭日桐花大授章。

## 荣典

### 位阶
- 1883年（明治16年）7月16日 - 正六位[13]
- 1892年（明治25年）9月26日 - 正五位[14]
- 1897年（明治30年）11月20日 - 从四位[15]
- 1902年（明治35年）8月20日 - 正四位[16]
- 1905年（明治38年）8月26日 - 从三位[17]
- 1907年（明治40年）12月10日 - 正三位[18]

### 日本勋章、爵位
- 1885年（明治18年）11月19日 -  勋三等旭日中授章[19]
- 1889年（明治22年）11月29日 - 大日本帝国宪法颁布纪念徽章[20]
- 1895年（明治28年）
  - 5月23日 -  勋二等瑞宝章[21]
  - 8月20日 - 男爵， 功三级金鵄勋章， 勋二等旭日重光章[22]
- 1903年（明治36年）5月16日 -  勋一等瑞宝章
- 1906年（明治39年）4月1日 -  功二级金鵄勳章、 勳一等旭日大绶章、明治三十七八年从军纪念章[23]
- 1907年（明治40年）9月21日 - 子爵[24]
- 1915年（大正4年）11月10日 - 大礼纪念章[25]
- 1927年（昭和2年）9月20日 -  勋一等旭日桐花大授章

### 外国勋章
- 1899年（明治32年）7月4日 -  大清帝国御赐第二等第一品双龙宝星[26]

## 轶事
除了有一幅老武士的外表外，大迫尚敏还擅长写和歌和汉诗，并也在旅顺之战中失去了儿子，且最后作为乃木的继承者出任学习院院长。这些人物特质、家庭经历和仕途履历都与其前辈乃木希典大将颇为相似，因此大迫尚敏获得了“萨摩藩的乃木大将”的绰号。

## 亲族
- 弟弟 - 陆军大将大迫尚道。
- 妻子 - 陆军中佐山本守英的女儿。
- - 三子光木从军校第14期毕业，成为一名军人，但战死沙场。他的军衔是陆军中尉。
- 五子 - 大迫元雄，农林技师。
- 孙子 - 大迫辰雄，日本交通公社职员，在二战期间努力将犹太难民运送到日本[27]。
- 他的女儿嫁给了陆军大将林仙之。